# Jüdische Friedhöfe (Vilnius)
Es sind drei Jüdische Friedhöfe in Wilna, der litauischen Hauptstadt Vilnius, dokumentiert. Davon existiert nur noch ein jüdischer Friedhof. Die beiden anderen wurden zerstört.

## Alter jüdischer Friedhof I

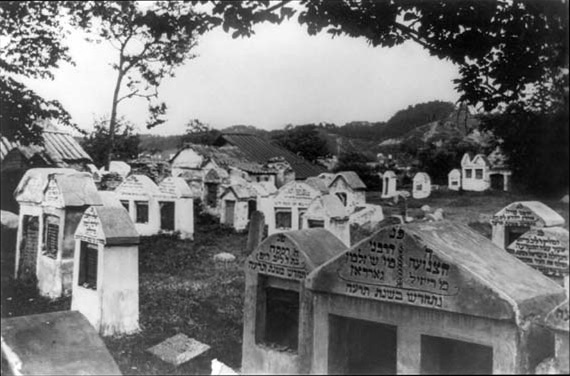
Friedhof in Žirmūnai, 1922

Der älteste und größte jüdische Friedhof wurde im 15. Jahrhundert im Vorort Šnipiškės (jetzt: Žirmūnai) auf dem gegenüberliegenden Ufer des Flusses Neris angelegt. Unter der Herrschaft der Zaren wurde er 1831 geschlossen. In den Jahren 1949/50 wurde der Friedhof von den Sowjets für den Bau des Žalgiris-Stadions zerstört. ... der Jahrhunderte alte jüdische Friedhof [wurde] platt gewalzt. Seine Grabsteine verwendete man für den Bau von Parkanlagen und öffentlichen Gebäuden. Wer sich heute öfters mal bückt und ganz genau hinschaut, wird selbst auf den Gehsteigen der Stadt noch Umrisse von hebräischen Buchstaben erkennen können. 1971 wurde der Sportpalast Vilnius genau in der Mitte des früheren Friedhofs errichtet.
siehe auch Jüdischer Friedhof Šnipiškės

## Alter jüdischer Friedhof II
Der zweite Friedhof lag in Užupis. Er wurde von 1828 bis 1943 (oder 1948) genutzt. In den 1960er Jahren wurde er ebenfalls von den Sowjets zerstört. Grabsteine der beiden alten Friedhöfe wurden für Steintreppen in unterschiedlichen Ausführungen überall in der Stadt verwendet. Gegenwärtig markiert ein Denkmal die Stelle, wo früher einmal der Eingang zum Friedhof war. Darüber hinaus ist der Bau eines Monuments am Ort des alten Friedhofes in Užupis geplant.

## Neuer jüdischer Friedhof

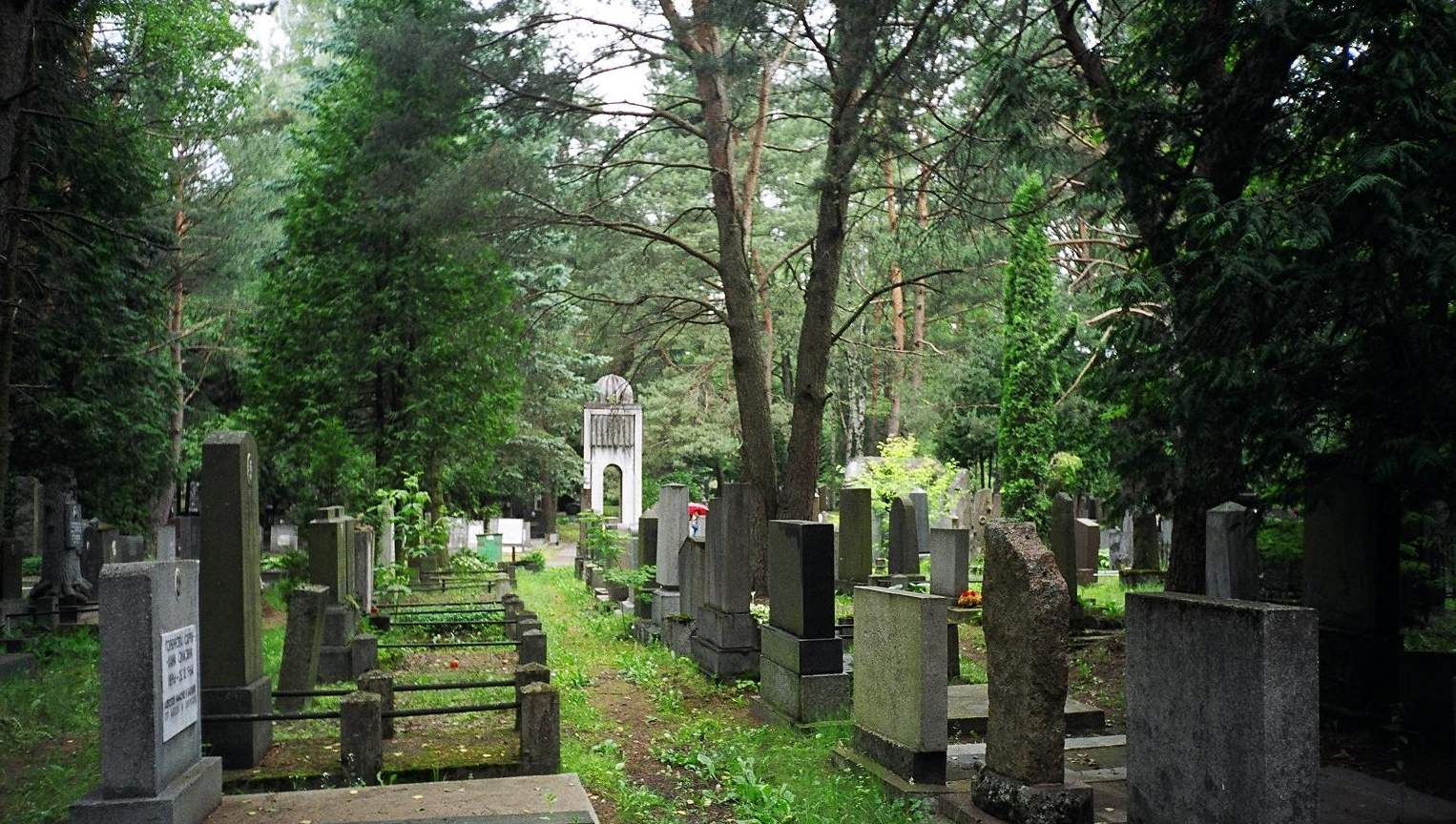
Neuer jüdischer Friedhof in Wilna

Der Neue jüdische Friedhof wurde im Gebiet von Šeškinė und Viršuliškės in der Nähe des Sudervės-Friedhofs angelegt. Einige Gräber berühmter Persönlichkeiten, u. a. dasjenige des Gaon von Wilna, wurden vor der Zerstörung der alten Friedhöfe auf den neuen Platz überführt. Gegenwärtig befinden sich 6.500 jüdische Grabstellen auf dem heutigen Jüdischen Sudervės-Friedhof.